# Court Tomb von Shasgar

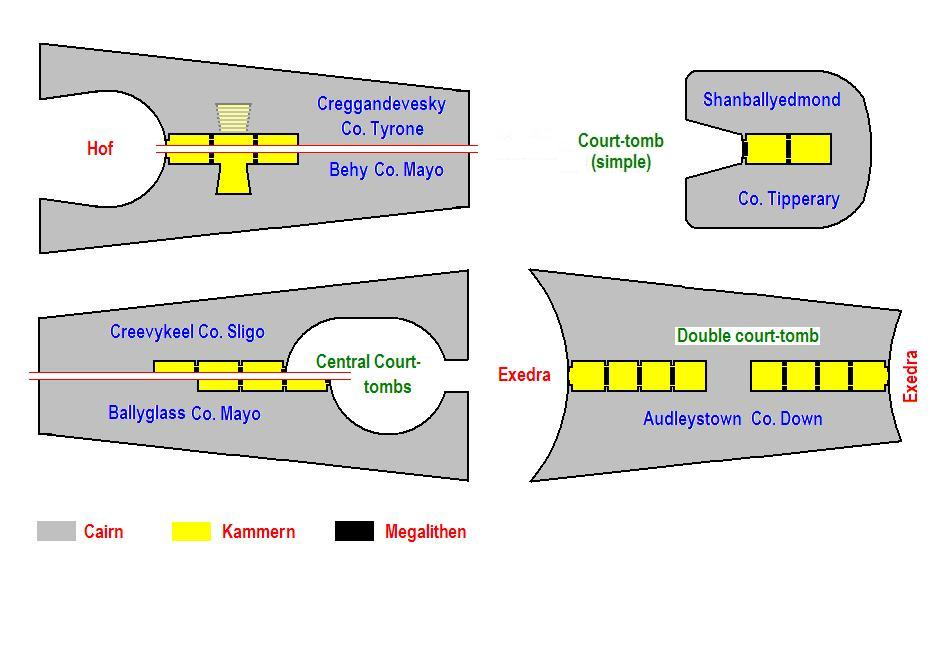
Formen von Court tombs – Shasgar entspricht einer der linken Darstellungen

Das Court Tomb von Shasgar liegt im gleichnamigen Townland (irisch An Seas Gearr) nordwestlich von Rossinver im Aghavoghil Bog bei Manorhamilton, hoch über dem Lough Melvin im County Leitrim in Irland. Es liegt neben einem Kalksteinaufschluss, der dem Burren im County Clare ähnelt und Felsformationen von bizarrer Form enthält, viele davon perforiert. Court Tombs gehören zu den megalithischen Kammergräbern (englisch chambered tombs) in Irland und Großbritannien. Sie werden mit etwa 400 Exemplaren nahezu ausschließlich im Norden der Republik Irland beziehungsweise in der Provinz Ulster in Nordirland gefunden. Seit 1957, als die Erfassung der irischen Court Tombs erfolgte, wurden 64 Anlagen hinzugefügt. 
Der Cairn ist teilweise von Torf bedeckt und überlebte bis zur Höhe des (fehlenden) Galeriedaches. Die Südseite des sehr tiefen Hofes (möglicherweise ein „fullcourt“ – deutsch „umschlossener Hof“) und die Exedra mit großen Eintrittssteinen und großen Orthostaten und Schichten kleiner Steine dazwischen zu beiden Seiten der Galerie sind gut erhalten. Die Galerie scheint unsegmentiert zu sein.
In der Nähe liegen die Court Tombs von Tullyskeherny.